# Карл I Савойски
Вижте пояснителната страница за други личности с името Карл I.
Карл I Савойски, наречен Войнственият (на италиански: Carlo I 'il Guerriero'; * 29 март 1468, Кариняно, Савойско херцогство; † 13 март 1490, Пинероло, пак там), е 5-и херцог на Савоя от 1482 до 1490 г., граф на Аоста, на Мориен и на Ница, принц на Пиемонт, титулярен крал (1485 – 1490) на Кипър, Йерусалим и Армения, маркиз на Салуцо (1487 – 1490).

## Произход
Той е по-малък син на Амадей IX Савойски (* 1435, † 1472), херцог на Савоя, принц на Пиемонт и граф на Аоста, на Мориен и на Ница (1465 – 1472), и на съпругата му Йоланда дьо Валоа (* 1434, † 1478), френска принцеса. Негови дядо и баба по бащина линия са Лудвиг Савойски Старият, херцог на Савоя, принц на Пиемонт, граф на Аоста, на Мориен и на Ница, и Анна дьо Лузинян, а по майчина – кралят на Франция Шарл VII и Мари д'Анжу. Майка му е сестра на Луи XI, крал на Франция. Има шест братя и три сестри: 
- Лудвиг (*/† 1453)
- Анна (* 1455, † 1480), принцеса на Савоя, съпруга на Федерико I, крал на Неапол
- Карл (* 1456, † 1471), принц на Пиемонт
- Мария (* ок. 1463, † 1511/1513), съпруга на Филип, маркграф на Баден-Хахберг, и на Жак д'Есе, господар на Плеси
- Филиберт I „Ловецът“ (* 1465; † 1482), принц на Пиемонт, 4-ти херцог на Савоя, граф на Аоста, на Мориен и на Ница, съпруг на Бианка Мария Сфорца и на Бона Савойска.
- Луиза/Лудовика (* 1462, † 1503), блажена, съпруга на Хюг, принц на Шалон
- Бернардин (*/† 1467)
- Йоаким Лудвиг (* 1470, † 1485), маркиз на Жекс
- Йоан Клавдий (* 1472, † 1472)

## Биография

### Ранни години и брак
През 1469 г. майка му поема управлението на  Савойското херцогство като регентка на по-големия му брат херцог Филиберт I. След смъртта му през септември 1482 г. 14-годишният Карл се възкачва на трона. Вуйчо му крал Луи XI се счита за негов наставник и се грижи за това той да получи добро образование във Франция и да може да говори латински и старогръцки. Кралят поставя за регент на Савойските държави чичо му Петър Савойски, княжески епископ на Женева.
Карл I, след смъртта на Луи XI през 1483 г., се завръща в родината си, за да може най-накрая да управлява. След това се жени за Бианка Монфератска, дъщеря на маркграфа на Монферат Вилхелм VIII Палеолог.

### Управление
Въпреки младата си възраст Карл I успява да демонстрира невероятна твърдост и решителност: решен да възстанови реда в Пиемонт, доминиран от потисничеството на бароните и феодалите (които имат възможността да упражняват властта си в моменти на криза след смъртта на Амадей IX Савойски), Карл I знае как да подчини бунтовете и злоупотребите на волята си.
На 26 февруари 1485 г. той закупува правата върху кралствата Кипър, Йерусалим и Армения от леля си Шарлота Кипърска, която се смята за законен титуляр дори след свалянето ѝ от власт през 1464 г. Полученото споразумение, с което той се задължава да плаща на леля си пенсия от 4300 флорина годишно, е ратифицирано от папа Инокентий VIII. Въпреки това след смъртта през 1489 г. на последната управляваща кралица Катерина Корнаро, Кралство Кипър преминава към Венецианската република, докато Карл I продължава да бъде само претендент.
След като обявява война на Маркграфство Салуцо, с което не съществуват добри отношения от известно време, той повежда армията си в битка през 1487 г. и окупира Карманьола, един от главните градове на малкото маркграфство. Когато най-накрая обсажда самия Салуцо, маркиз Лудвиг II е принуден да се предаде и да отдаде почит на младия херцог на Савоя, който присъединява, макар и за кратко, владенията на алерамическите господари към своите владения.

### Смърт
След като печели войната срещу народа на Салуцо и се завръща в родината си, Карл I се разболява тежко заедно с други гости след банкет. Има слухове, че е отровен и някои обвиняват в това Лудвиг II от Салуцо. 21-годишният Карл I умира на 13 март 1490 г. и е погребан в Августинската църква в Кариняно; по-късно тялото му е преместено и погребано в параклис на катедралата на Верчели, където все още е и днес.

## Брак и потомство
∞ 1 април 1485 г. за Бианка Монфератска (* 1472, † 30 март 1519), дъщеря на маркграф Вилхелм X от фамилията на Палеолозите, от която има син и дъщеря, както и две мъртвородени деца:
- Йоланда Савойска (* 11 юли 1487 в Торино, Савойско херцогство, † 12 септември 1499 в Женева), ∞ 1496 за първия си братовчед херцог Филиберт II Савойски (* 1480 † 1504), 8-и херцог на Савоя, от когото няма деца.
- Карл II (* 23 юни 1489, Торино, Савойско херцогство; † 16 април 1496, Кралски замък на Монкалиери, пак там), 6-и херцог на Савоя, граф на Аоста, Мориен и Ница, принц на Пиемонт, титулярен крал на Кипър и Йерусалим (1490 – 96).